# Presbyteriaal Hervormde Gemeenten
De Presbyteriaal Hervormde Gemeenten, voluit de Presbyteriaal Hervormde Classis Nederland der Ene Heilige Katholieke Kerk is een kleine, ultraconservatieve afsplitsing van de Nederlandse Hervormde Kerk die vooral in de jaren 50 en 60 enige aanhang had in het zuiden van Drenthe en in Gouda. De kerk wil expliciet geen afsplitsing genoemd worden, omdat zij naar eigen zeggen de echte voortzetting van de Nederlandse Hervormde Kerk is.
De kerk ontstond in 1953 onder leiding van de in de zomer van dat jaar geschorste predikant dominee Gerrit Taverne sr. uit Hoogeveen. Taverne was geschorst omdat hij weigerde de nieuwe hervormde kerkorde die was vastgesteld in 1951 na te leven. Taverne sr. vond deze kerkorde veel te modern. Tot de kerk behoorden gemeenten in Hoogeveen en Hollandscheveld onder leiding van Taverne en twee hervormd-gereformeerde evangelisatieposten uit Tiendeveen en Nieuw-Balinge die zich in 1951 met hun hulppredikant P. van Oosterom hadden losgemaakt van de hervormde gemeente van Nieuweroord. In oktober 1953 kreeg de kerk een bestuur, bestaande uit dominee Taverne, dominee Van Oostrom en de Goudse predikant dominee Joh. van Welzen, predikant bij de Nederduitse Gereformeerde Gemeente, een vrije gemeente. In Gouda werd ook een eigen theologische opleiding opgezet, met zes studenten.
Al binnen een jaar ontstond er frictie in de nieuwe kerk. De kerken in Tiendeveen en Nieuw Balinge distantieerden zich van het standpunt van dominee Taverne over kerkverband en kerkelijk samenleven. In 1969 keerden de gemeenten van Tiendeveen en Nieuw-Balinge terug naar de Nederlands Hervormde Kerk, waar zij sindsdien tot de Gereformeerde Bond worden gerekend. In juni 1955 trad ook de Goudse afdeling terug uit de Presbyteriaal Hervormde Gemeenten, waardoor alleen de afdelingen in Hoogeveen en Hollandscheveld overbleven.
De Presbyteriaal Hervormde Gemeente in Hoogeveen bleef bestaan, maar het ledental liep steeds meer terug, onder meer door een scheuring in 1986. De zoon van Gerrit Taverne sr., dominee Gerrit Taverne jr. was inmiddels na een conflict uit de Vrije hervormde gemeente in IJsselmuiden gezet (1983), waarna hij met enkele volgelingen een huiskerk was begonnen.
In 2003 had de kerk nog zo'n 20 leden in Hoogeveen, rond de 20 leden in IJsselmuiden en een handjevol aanhangers verspreid in het land. Omdat Gerrit Taverne jr. geen enkele andere kerk of predikant vond deugen, is met het overlijden van Taverne jr. in 2010 de kerk praktisch gezien uitgestorven.
Presbyteriaal-hervormden moeten niets hebben van de Rooms-katholieke kerk. Taverne sr. noemde deze kerk "een macht die het licht met list, bedrog en geweld van de kansel en uit de staat weert.".
Verder zijn ze antidemocratisch: zo maken de leden geen gebruik van hun stemrecht bij verkiezingen. Zelfs de SGP wordt als 'niet strikt genoeg' gezien. Presbyteriaal hervormden zijn op Bijbelse gronden tegen emancipatie van de vrouw en tegen gelijkstelling van rassen. Ook Europese samenwerking, vaccinaties, verplichte verzekeringen, pensioenen en televisie worden afgewezen.